# Blue lady (cocktail)
Pour les articles homonymes, voir Blue Lady.
Le Blue lady (Dame bleue en anglais) est un cocktail à base de gin, de curaçao bleu et de jus de citron.

## Historique
Le Blue Lady est le nom du navire de croisière France du temps de ses croisières en mer des Caraïbes entre 2006 et 2009.
Ce cocktail est une variante du White Lady, avec une couleur bleue Lagon / mer des Caraïbes.

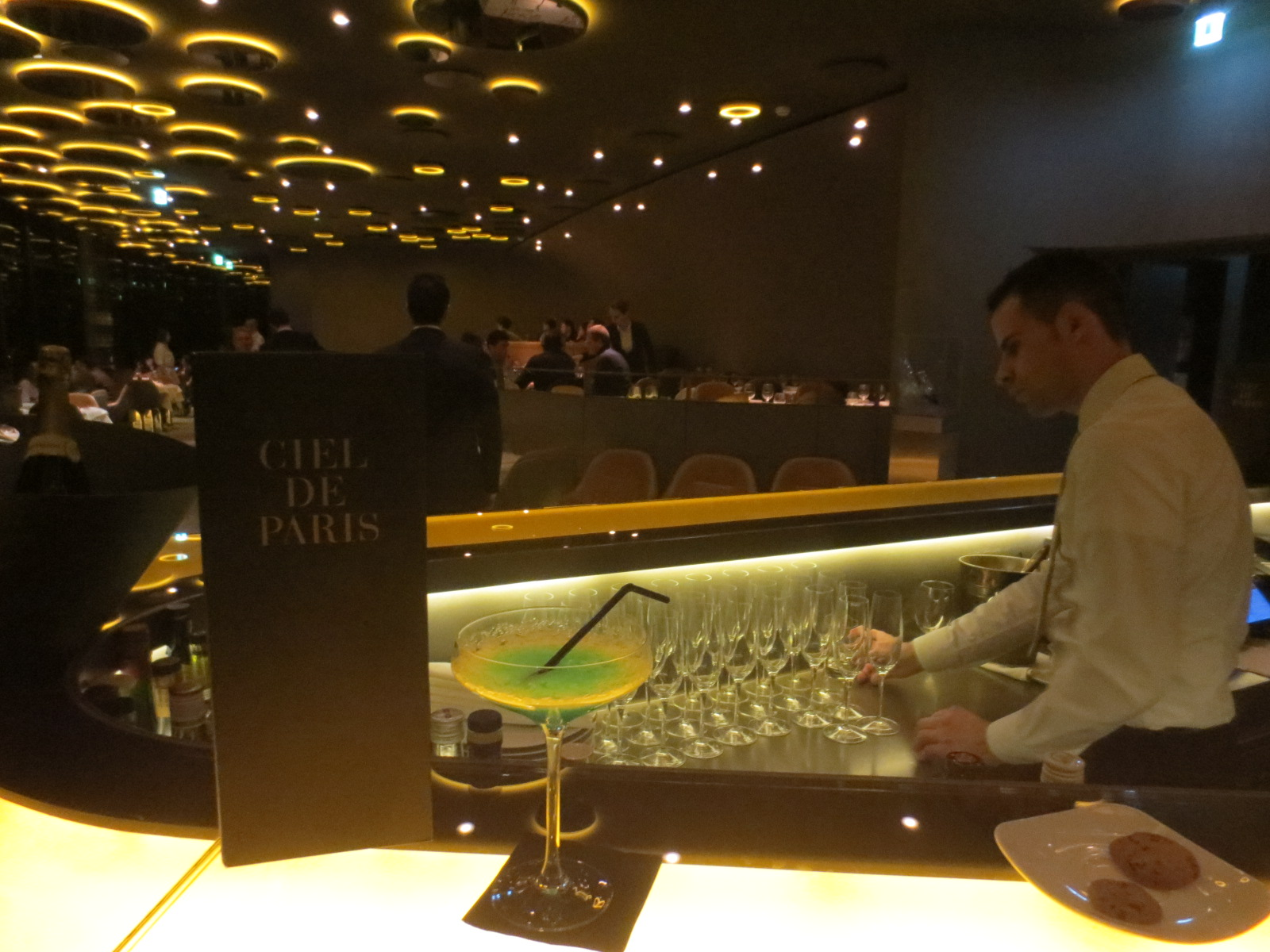
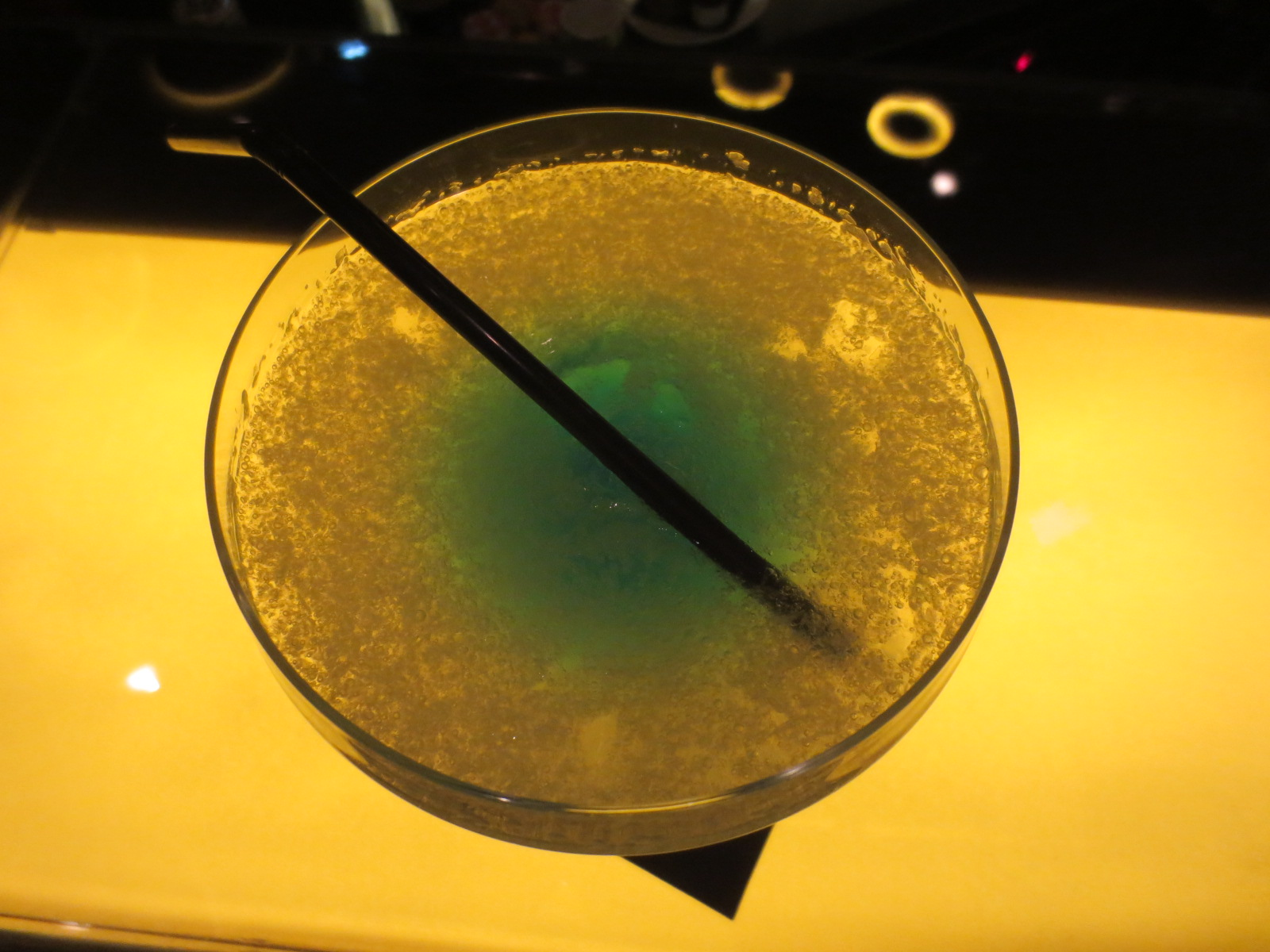
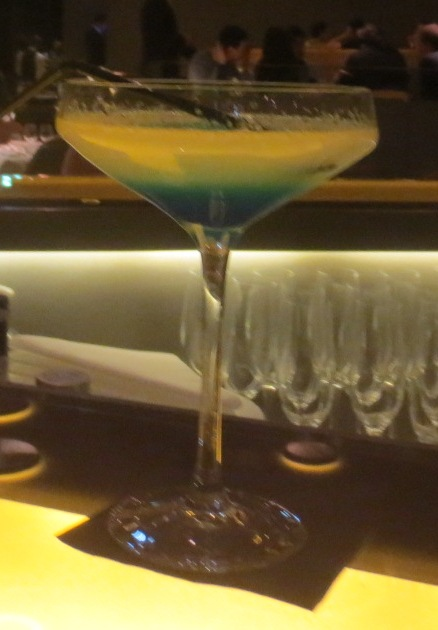

## Recette
Verser tous les ingrédients dans un shaker à moitié rempli de glaçons : 
- 2/5 de Gin
- 1/5 de Curaçao bleu
- 2/5 de Jus de citron / citron vert

Frapper au shaker et servir dans un verre à cocktail avec une tranche de citron pour la décoration.

## Variante
- White Lady